# Trolls (colonna sonora)
Trolls (Trolls: Original Motion Picture Soundtrack) è l'album di colonna sonora del film di animazione Trolls, prodotto dalla DreamWorks Animation e pubblicato nel 2016.

## Tracce
1. Hair Up – 2:58 – Justin Timberlake, Gwen Stefani & Ron Funches
2. Can't Stop the Feeling! – 3:57 – Justin Timberlake
3. Move Your Feet / D.A.N.C.E. / It's a Sunshine Day – 2:36 – Anna Kendrick, Gwen Stefani, James Corden, Ron Funches, Walt Dohrn, Caroline Hjelt, Aino Jawo & Kunal Nayyar
4. Get Back Up Again – 2:45 – Anna Kendrick
5. The Sound of Silence – 0:48 – Anna Kendrick
6. Hello – 1:37 – Zooey Deschanel
7. I'm Coming Out / Mo' Money Mo' Problems – 1:01 – Zooey Deschanel, Anna Kendrick, Gwen Stefani, James Corden, Walt Dohrn, Ron Funches, Caroline Hjelt, Aino Jawo, Kunal Nayyar
8. They Don't Know – 3:17 – Ariana Grande
9. True Colors (film version) – 3:00 – Anna Kendrick, Justin Timberlake
10. Can't Stop the Feeling! (film version) – 3:57 – Justin Timberlake, Anna Kendrick, Gwen Stefani, James Corden, Zooey Deschanel, Ron Funches, Caroline Hjelt, Aino Jawo, Christopher Mintz-Plasse, Kunal Nayyar
11. September – 3:54 – Justin Timberlake, Anna Kendrick, Earth, Wind & Fire
12. What U Workin' With? – 3:12 – Gwen Stefani, Justin Timberlake
13. True Colors – 4:03 – Anna Kendrick, Justin Timberlake

## Classifiche

### Classifiche settimanali
| Classifica (2016-17) | Posizione massima |
| -------------------- | ----------------- |
| Australia            | 1                 |
| Austria              | 26                |
| Belgio (Fiandre)     | 61                |
| Belgio (Vallonia)    | 74                |
| Canada               | 7                 |
| Francia              | 74                |
| Germania             | 61                |
| Irlanda              | 14                |
| Italia (Compilation) | 14                |
| Nuova Zelanda        | 4                 |
| Polonia              | 36                |
| Scozia               | 4                 |
| Spagna               | 65                |
| Svizzera             | 40                |
| Regno Unito          | 4                 |
| Stati Uniti          | 3                 |

### Classifiche di fine anno
| Classifica (2016) | Posizione |
| ----------------- | --------- |
| Australia         | 37        |
| Regno Unito       | 55        |
| Chart (2017)      | Posizione |
| Australia         | 6         |
| Canada            | 19        |
| Nuova Zelanda     | 21        |
| Regno Unito       | 23        |
| Stati Uniti       | 11        |
| Chart (2018)      | Posizione |
| Stati Uniti       | 80        |

### Classifiche di fine decennio
| Classifica (2010-19) | Posizione |
| -------------------- | --------- |
| Stati Uniti          | 97        |

## Cronologia pubblicazioni
| Paese       | Data              | Formato                  | Etichetta  | Rif.          |
| ----------- | ----------------- | ------------------------ | ---------- | ------------- |
| Canada      | 23 settembre 2016 | CD                       | Sony       | [ 36 ]        |
| Francia     | 23 settembre 2016 | - CD - download digitale | RCA        | [ 37 ] [ 38 ] |
| Germania    | 23 settembre 2016 | Download digitale        | Sony       | [ 39 ]        |
| Italia      | 23 settembre 2016 | - CD - digital download  | Sony       | [ 40 ] [ 41 ] |
| Spagna      | 23 settembre 2016 | - CD - digital download  | Sony       | [ 42 ] [ 43 ] |
| Regno Unito | 23 settembre 2016 | - CD - digital download  | RCA        | [ 44 ] [ 45 ] |
| Stati Uniti | 23 settembre 2016 | - CD - digital download  | RCA        | [ 46 ] [ 47 ] |
| Germania    | 30 settembre 2016 | CD                       | Sony       | [ 48 ]        |
| Germania    | 21 ottobre 2016   | CD (Deutsche Version)    | Sony       | [ 48 ]        |
| Canada      | 21 ottobre 2016   | LP                       | Sony       | [ 48 ]        |
| Francia     | 21 ottobre 2016   | LP                       | RCA        | [ 48 ]        |
| Germania    | 21 ottobre 2016   | LP                       | Sony       | [ 48 ]        |
| Italia      | 21 ottobre 2016   | LP                       | Sony       | [ 48 ]        |
| Regno Unito | 21 ottobre 2016   | LP                       | RCA        | [ 48 ]        |
| Stati Uniti | 21 ottobre 2016   | LP                       | RCA        | [ 48 ]        |
| Giappone    | 2 novembre 2016   | CD                       | Sony Japan | [ 49 ]        |